# Stefy Xipolitakis
Estefanía Belén Xipolitakis (Lanús, Buenos Aires, 24 de julio de 1984), conocida como Stefy Xipolitakis o simplemente Stefy, es una cantante, actriz, influencer y modelo argentina.
Debutó en el programa humorístico Palermo Hollywood Hotel en 2006, y tres años después se unió al elenco del show Peligro: sin codificar. Más adelante participó en obras de teatro y musicales como Celebra la risa, Sin codificar, Trastornados, Escandalosas, Brillantísima, El mundo de Stefy y vos y El Mago de Oz, y en programas de televisión como El último pasajero de Telefe, Fort Night Show e Incorrectas de América TV, 100 argentinos dicen de Canal 13 e Informadísimos de Ciudad Magazine, entre otros.
Después de publicar un sencillo titulado «Slow Down» en 2015, en 2022 retomó su carrera musical con el lanzamiento de los sencillos «Quiero» y «Pa' cualquiera», seguidos de «Oye» y «Sola» en 2023, como adelanto de su primer álbum de estudio.

## Carrera

### Inicios
Nacida en Lanús, Stefy es hija de Manuel Xipolitakis y Elena Damianos, ambos descendientes de ciudadanos griegos. Su padre trabajaba como empresario de la construcción, y su madre se desempeñaba como docente de música. Es hermana de Victoria Xipolitakis, modelo y figura del mundo del espectáculo, y de Nicolás, quien trabaja en la empresa familiar.
Inició su carrera en la televisión argentina a mediados de la década de 2000 junto con su hermana Victoria en el programa humorístico Palermo Hollywood Hotel, emitido por el Canal 9 entre 2006 y 2007.

### Reconocimiento
En 2009, ambas integraron el reparto del programa de humor de América TV, Peligro: sin codificar, en el que empezaron a ser conocidas como «las mellizas griegas», y el mismo año participaron en la obra de teatro Celebra la risa. En 2010 participó nuevamente junto a su hermana en dos nuevas obras teatrales: Trastornados y Sin codificar, esta última presentada durante la temporada de verano 2010-2011 en el Teatro América de Mar del Plata. Por esa misma época presentó e hizo parte del panel del programa de variedades Informadísimos, del canal Ciudad Magazine,y en 2012 integró el elenco principal del programa Fort Night Show, conducido por Ricardo Fort.
En 2013 integró el reparto del musical Escandalosas, y un año después actuó en Brillantísima,al lado de Moria Casán y Carmen Barbieri.Entre 2014 y 2015 participó como panelista en el programa AM, antes del mediodía, emitido por la cadena Telefe, y modeló en los eventos de Mar del Plata Moda Show en ambas ediciones,además de participar en otros programas de variedades.En 2015 presentó en Mar del Plata su espectáculo teatral El Mago de Oz, y estrenó su primer videoclip como cantante, titulado «Slow Down».
Luego de participar entre 2016 y 2017 en programas de televisión populares en su país, en 2018 ideó y protagonizó un musical infantil titulado El mundo de Stefy y vos en el evento Espacio Clarín, y el mismo año asistió a la ceremonia de los Premios Martín Fierro. Entre 2019 y 2020 fue panelista del programa Incorrectas, bajo la conducción de Moria Casán,y un año después apareció como invitada en un episodio de MasterChef Celebrity Argentina al lado de su hermana.

### Carrera como cantante y actualidad
Durante la pandemia del Covid-19, grabó junto a los demás integrantes de su familia una canción con la que buscaba generar conciencia en medio del confinamiento, la cual fue compartida a través de las redes sociales de la artista.Como primer corte de difusión de su primer álbum, en 2022 publicó un sencillo de música urbana, titulado «Quiero», en cuyo videoclip aparece con el streamer Markito Navaja.El mismo año estrenó un nuevo sencillo, titulado «Pa' cualquiera», también acompañado de un video musical.
En febrero de 2023 publicó una nueva canción titulada «Oye», con su respectivo video, y en junio del mismo año estrenó «Sola», en cuyo videoclip aparece acompañada de Moria Casán, quien hace las veces de DJ.

## Filmografía destacada

### Televisión
| Año       | Título                  | Rol                     | Notas            |
| --------- | ----------------------- | ----------------------- | ---------------- |
| 2006      | Palermo Hollywood Hotel | Actriz                  |                  |
| 2008-2010 | Caiga quien caiga       | Invitada                | 8 episodios      |
| 2009      | Peligro: sin codificar  | Actriz                  |                  |
| 2011-2013 | Informadísimos          | Presentadora, panelista |                  |
| 2012      | Fort Night Show         | Panelista               | Elenco principal |
| 2014      | AM, antes del mediodía  | Panelista               | 5 episodios      |
| 2019-2020 | Incorrectas             | Panelista               | Elenco principal |

### Teatro
- Celebra la risa (2009)
- Trastornados (2010)
- Sin codificar (2010)
- Escandalosas (2013)
- Brillantísima (2014)
- El Mago de Oz (2015)
- El mundo de Stefy y vos (2018)

### Apariciones como invitada
| Año  | Título                                   | Notas       |
| ---- | ---------------------------------------- | ----------- |
| 2007 | Mañanas informales                       | 1 episodio  |
| 2008 | Argentinos por su nombre                 | 1 episodio  |
| 2009 | Zoom, mirá de cerca                      | 1 episodio  |
| 2012 | Antes que sea tarde                      | 1 episodio  |
| 2013 | Gracias por venir, gracias por estar     | 1 episodio  |
| 2014 | Almorzando con Mirtha Legrand            | 1 episodio  |
| 2014 | Donna Moda                               | 1 episodio  |
| 2014 | Animales sueltos                         | 2 episodios |
| 2015 | Verano perfecto                          | 1 episodio  |
| 2015 | ¿Qué fue primero, el huevo o la gallina? | 1 episodio  |
| 2015 | La noche de Mirtha                       | 1 episodio  |
| 2015 | Laten corazones                          | 1 episodio  |
| 2016 | Morfi café                               | 1 episodio  |
| 2016 | Hoy ganás vos                            | 1 episodio  |
| 2016 | Un sol para los chicos                   | 1 episodio  |
| 2016 | Morfi, todos a la mesa                   | 2 episodios |
| 2016 | Mejor de noche                           | 1 episodio  |
| 2017 | Pasapalabra                              | 3 episodios |
| 2018 | NET: Nunca es tarde                      | 1 episodio  |
| 2020 | El muro infernal                         | 1 episodio  |
| 2020 | MasterChef Celebrity Argentina           | 1 episodio  |
| 2021 | Secretos verdaderos                      | 1 episodio  |

## Discografía
| Año  | Título           | Ref.   |
| ---- | ---------------- | ------ |
| 2015 | «Slow Down»      | [ 20 ] |
| 2022 | «Quiero»         | [ 27 ] |
| 2022 | «Pa' cualquiera» | [ 29 ] |
| 2023 | «Oye»            | [ 30 ] |
| 2023 | «Sola»           | [ 31 ] |